# 강지석 (수영 선수)
강지석(1994년 8월 24일 ~ )은 대한민국의 수영 선수다. 그는 또한 50m 배영 대한민국 기록 보유자이기도 하다. 인도네시아 자카르타·팔렘방에서 열린 2018년 아시안 게임에서 남자 배영 50m 동메달을 획득했다.